# トンガ・カレッジ
トンガ・カレッジ（英語: Tonga College）は、トンガの中等教育学校で、1882年に政府が設置した。
首都ヌクアロファ(トンガタプ島)に位置する。
ジョージ・トゥポウ1世とシャーリー・ ヴァルデマー・ベイカー師が協力して設置したが、この2人は1885年にトンガ自由教会も設置している。
2003年時点で961人が入学した。